# Roger Trinquier
Roger Trinquier (La Beaume, 20 marzo 1908 – Vence, 11 marzo 1986) è stato un militare francese.
Prestò servizio nell'Esercito francese nel corso della seconda guerra mondiale, prima guerra d'Indocina, Rivolta del Katanga e nella Guerra d'Algeria, in tal caso soprattutto nelle unità aviotrasportate e nelle forze speciali.
Fu autore di scritti sulla controinsorgenza, ricordato soprattutto per il suo La Guerre moderne (1961), e per le posizioni riguardo al terrorismo.

## Biografia

### Origini e formazione
Roger Trinquier nacque il 20 marzo 1908 in una famiglia contadina di La Beaume, un villaggio nel dipartimento delle Alte Alpi. Frequentò la scuola del suo paese natale fino al 1920, quando entrò alla Ecole Normale di Aix-en-Provence. Si diplomò nel 1928 all'età di vent'anni e venne coscritto per il servizio militare obbligatorio all'epoca della durata di due anni, venendo assegnato alla scuola per ufficiali della riserva dell'esercito francese.

### La carriera militare
Esaurito il periodo obbligatorio di servizio, decise di raffermarsi nell'esercito e fu trasferito alla scuola per ufficiali del servizio attivo di Saint-Maixent, dalla quale si diplomò nel 1933, conseguendo il grado di sottotenente. Assegnato alle Troupes coloniales, dopo un periodo nel 4º Reggimento Cacciatori Senegalesi presso Tolone, si imbarcò l'11 maggio 1934 su una nave diretta nell'Indocina francese. Fu prima acquartierato presso Kyula, vicino a Lạng Sơn, nel Tonchino, in Vietnam del Nord. In seguito assunse il comando di un avamposto a Chi Ma sul confine cinese. Trinquier ritornò in Francia e fu assegnato al 41e Régiment de Mitrailleurs d’Infanterie Coloniale (41e RMIC) a Sarralbe, dove comandò una compagnia.
Fu inviato in Cina al principio di agosto 1938, ove prestò servizio nelle concessioni straniere in Cina, prima a Tianjin, poi a Pechino e infine a Shanghai nel gennaio 1940. In queste guarnigioni imparò anche il cinese. Promosso capitano comandò una compagnia del distaccamento militare francese fino al gennaio 1946 in circostanze che erano divenute sempre più difficili durante la seconda guerra mondiale, con l'occupazione giapponese di gran parte del territorio cinese.

### L'operato nella guerra d'Indocina
Arrivò a Saigon all'inizio del 1946 e fu assegnato al Commando Ponchardier, un'unità commando mista di esercito e marina che prendeva il nome dal suo comandante capitano Pierre Ponchardier. Trinquier divenne comandante del B4, una delle sotto-unità del commando, reclutata tra la fanteria coloniale.

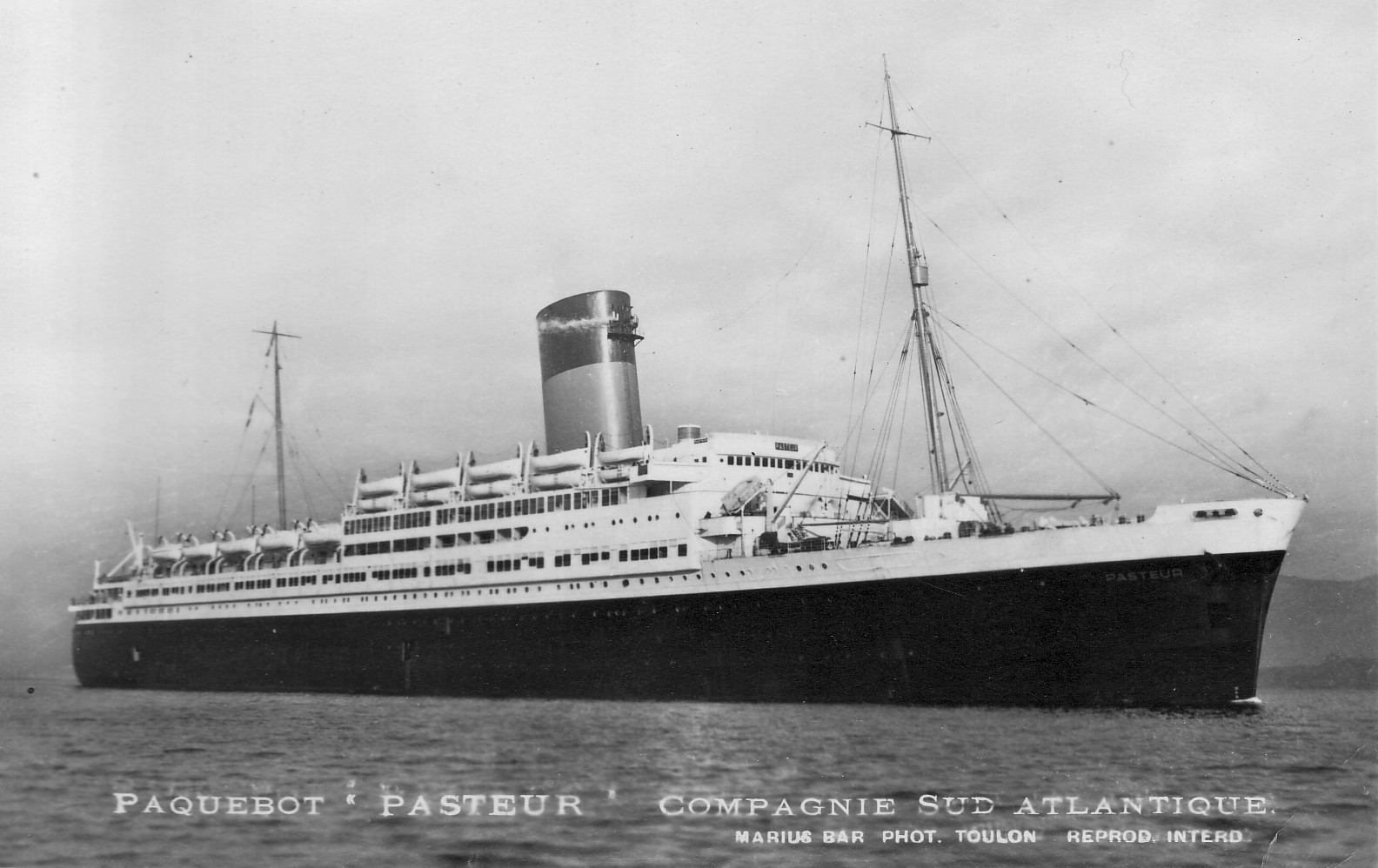
Cartolina postale raffigurante la SS Pasteur.

Ritornò in Francia nell'estate del 1946, con l'incarico di reclutare ed addestrare volontari per battaglione paracadutisti coloniale che si stava formando per combattere in Indocina contro il Viet Minh. Trinquier rientrò in Indocina con il 2e bataillon colonial de commandos parachutistes (2e BCCP), nel novembre 1947. Il battaglione fu inviato a Lai Thieu, rifugio del 301º reggimento Viet Minh, distante una ventina di km da Saigon. Partecipò, come vicecomandante, alle operazioni in Cambogia e nella Piana dei Giunchi, Vietnam del Sud. Assunse il comando del battaglione quando il suo comandante, maggiore Dupuis, fu ucciso in combattimento il 9 settembre 1948, e fu promosso maggiore il 1 ottobre. Guidando il battaglione in combattimento nell'Annam centrale e nella zona intorno a Saigon, prese atto dell'inefficacia delle operazioni lanciate dall'alto comando francese e propose al generale Pierre Boyer de Latour du Moulin, comandante delle forze francesi nel Vietnam del Sud, un nuovo approccio per pacificare le zone con forte presenza Viet Minh. Le truppe di Trinquier occupavano il terreno e tendevano imboscate al Viet Minh di notte, mentre la prassi corrente era occupare alcune posizioni, in cui rifugiarsi di notte e poi riaprire le strade di mattina. La tattica di Trinquier si rivelò efficace, rassicurò la popolazione e pacificò la zona di Lai Thieu. il 12 dicembre 1949, dopo trenta operazioni aviotrasportate e numerose operazioni terrestri, Trinquier e il battaglione si imbarcarono sulla Pasteur, nave francese da trasporto, e ritornarono in Francia.
A fine dicembre 1951, Trinquier fu per la terza volta inviato in Indocina — questa volta con l'appena costituito Groupement de Commandos Mixtes Aéroportés (GCMA), comandato da Edmond Grall. Trinquier divenne comandante del GCMA all'inizio del 1953 e portò il combattimento dietro alle linee Viet Minh, creando un maquis nella zona superiore del Tonchino e nel Laos, forte di circa 30 000 uomini. Il maquis di Trinquier contribuì alla riuscita evacuazione dell'aerosuperficie fortificata di Na San, nell'agosto 1953, e alla rioccupazione delle province di Phong Saly e Sam Neua. Dopo il ritiro francese conseguente alla sconfitta di Dien Bien Phu, il maquis di Trinquier fu lasciato al suo destino e braccato dalle forze di Ho Chi Minh.

### La partecipazione alla guerra d'Algeria
Trinquier ritornò in Francia nel gennaio 1955, venendo promosso tenente colonnello ed assegnato allo staff del generale Jean Gilles, comandante delle truppe aviotrasportate. Durante la guerra d'Algeria fu trasferito in Algeria nell'agosto 1956 presso la base dell'Africa Francese del Nord mentre la guerra contro l'FLN si stava intensificando. In seguito operò come vicecomandante del generale Jacques Massu, comandante della 10ª divisione paracadutisti durante la battaglia di Algeri, in cui ebbe un ruolo decisivo nella creazione del DPU (Dispositif de Protection Urbain).
Dopo una breve permanenza in Francia come direttore della scuola per truppe aviotrasportate, Trinquier tornò in Algeria nel marzo 1958 per assumere il comando del 3e RPC (régiment de parachutistes coloniaux), che poco dopo sarebbe divenuto il 3e régiment de parachutistes d'infanterie de marine, quando il suo comandante Marcel Bigeard, fu richiamato in Francia. Divenne membro del comitato di salute pubblica formato dai generali Massu e Salan durante la Crisi del maggio 1958 in Francia (Colpo di Stato di Algeri, o del 13 maggio), che riportò al potere Charles de Gaulle; Trinquier l'11 giugno si dimise e ritornò al suo reggimento. Lo guidò durante le ostilità in Algeria meridionale e nella Cabilia, dove catturò Si Azzedine, un importante capo dell'FLN.
Durante la prima metà del 1959, Trinquier comandò il reggimento nella Offensiva Challe, ideata dal comandante francese in Algeria, Maurice Challe, per bloccare l'FLN. Nel marzo 1959 lasciò il comando del reggimento a Louis Bonnigal e in luglio assunse il comando del settore El Milia nel dipartimento di Costantina. Fu richiamato in Francia nel luglio 1960 e in dicembre fu destinato a Nizza nello staff del generale comandante quel gruppo di sotto-divisioni.

### Gli ultimi anni e la morte
Ritornò a Parigi e nel gennaio 1961, presentò le proprie dimissioni dalle forze armate e, dopo aver avuto notizia del colpo di Stato in Algeria dello stesso anno, si congedò anche dalla riserva militare. Durante la crisi del Congo, fu assunto da Moise Ciombe per addestrare e sue truppe nello Stato del Katanga, ma rimase in Africa per poche settimane, prima di essere espulso dalle Nazioni Unite. Con il colonnello Buchoud fu uno dei fondatori della Union Nationale des Parachutistes (UNP), per i veterani delle truppe aviotrasportate francesi. Trinquier ne fu anche il primo presidente dal 1963 al 1965, prima di lasciare il posto al generale Jean Gracieux. Si ritirò nella Francia meridionale ove si dedicò alla viticoltura ed alla scrittura, fino alla morte avvenuta a Vence l'11 gennaio 1986.

## La Guerre moderne
Trinquier teorizzò lo stile di guerra che chiamò Guerra moderna, un "sistema di azioni interconnesso — politiche, economiche, psicologiche, militari — che mira al rovesciamento dell'autorità costituita di un Paese e alla sua sostituzione con un altro regime". (La guerra moderna, capitolo 2). Criticò l'incapacità tradizionale dell'esercito di adattarsi a questo nuovo genere di guerra. Queste tattiche comprendevano l'uso di squadre commando, la tortura, il terrorismo, la creazione di forze di autodifesa reclutate tra la popolazione locale (tutto questo quadro ha come ovvia collocazione storica un territorio straniero occupato), che in parte va forzosamente trasferita in appositi campi, ed anche operazioni psicologiche ed "educative".
Forse il suo contributo più originale fu lo studio e l'applicazione del terrorismo e della tortura in quanto connessi a questa Guerra moderna. Sostenne che era immorale trattare i terroristi come criminali, e assoggettarli a responsabilità penale per le loro azioni. Dal suo punto di vista i terroristi vanno trattati come soldati, sebbene con la peculiarità che siccome attaccano obiettivi civili e non vestono l'uniforme, devono essere torturati allo specifico fine di indurli a tradire la loro organizzazione. Il criterio di Trinquier per la tortura era che il terrorista doveva essere interrogato solo su questioni che riguardavano l'organizzazione del suo movimento, e chi li interroga deve sapere cosa chiedere, e che una volta che si è ottenuta l'informazione la tortura deve cessare e il terrorista va trattato come ogni altro prigioniero di guerra, come trattato nel capitolo IV dell'opera.
L'esercito francese applicò le tattiche di Trinquier nella guerra d'Algeria; nel breve periodo queste tattiche si rivelarono decisive nella battaglia d'Algeri, e furono successivamente furono svelate dalla stampa con scarse o inesistenti conseguenze al tempo, poiché per lo più tollerate come il male minore.  Nel lungo periodo però il dibattito sulle tattiche usate, specie la tortura, sarebbe riemerso nella stampa francese per decenni, con il processo di Paul Aussaresses per le atrocità commesse in Africa.

## Cultura di massa
Il personaggio di Julien Boisfeuras nei romanzi I pretoriani e I centurioni di Jean Larteguy, a sua detta, non era basato si alcuno, ma si può supporre un'ispirazione almeno parziale a Trinquier e Paul Aussaresses. Il personaggio del colonnello Jean-Marie la Roncière in un altro romanzo di Larteguy (Les chimères noires) si basò certamente su Trinquier e le sue attività durante la rivolta del Katanga. L'opera di fantasia di Larteguy è piuttosto critica verso le teorie di Trinquier sulla guerra sovversiva che chiaramente non si potevano applicare in Congo. Il colonnello la Roncière sembra piuttosto maldestro e impreparato alla situazione che affronta ad Elisabethville: la sua completa ignoranza della situazione post-coloniale in Africa Centrale lo mette subito in difficoltà con i suoi mentori europei ed africani. È costretto a fuggire dalla capitale katanghese dopo aver aiutato i secessionisti a vincere la prima fase dei combattimenti contro le truppe ONU.

## Opere
- Modern Warfare: A French View of Counterinsurgency (1961)
- Roger Trinquier, La Guerre moderne, Paris: La Table ronde, 1961.
- Roger Trinquier, Le coup d’État du 13 mai. Esprit Nouveau, 1962.  Trinquier denounces the foundation of the French Fifth Republic as a coup d'état.
- Roger Trinquier, Jacques Duchemin, and Jacques Le Bailley, Notre guerre au Katanga. Paris: La Pensée Moderne, 1963. Trinquier relates his implication in Katanga.
- Roger Trinquier, L’État Nouveau. Nouvelles Editions Latines, 1964.
- Roger Trinquier, Modern Warfare: A French View of Counterinsurgency, trans. Daniel Lee (New York: Frederick A. Praeger, 1964).
- Roger Trinquier, La Bataille pour l’élection du président de la république. L'Indépendant, 1965
- Roger Trinquier, Guerre, subversion, révolution. Paris: Robert Laffont, 1968.
- Roger Trinquier, Les Maquis d’Indochine. Les missions spéciales du service action. Paris: Albatros, 1976.
- Roger Trinquier, Le premier bataillon des Bérets rouges: Indochine 1947–1949. Paris: Plon, 1984.
- Roger Trinquier, La Guerre. Paris: Albin Michel.